# 2016 في سوريا
فيما يلي قوائم الأحداث التي وقعت خلال عام 2016 في سوريا.

## أحداث
- 24 أغسطس – عملية درع الفرات
- 13 أبريل – الانتخابات التشريعية السورية 2016
- 9 مارس – هجوم تدمر
- 17 سبتمبر – غارة دير الزور الجوية سبتمبر 2016

## سياسة

### تعيين في المنصب
- 13 يوليو – عماد خميس رئيس وزراء سوريا.

## وفيات

### يناير
- 1 يناير – أبو محمد العدناني (مواليد 1978) ناطق رسمي سوري.
- 10 يناير – يوسف زعين (مواليد 1931)

### فبراير
- 6 فبراير – أنيسة مخلوف (مواليد 1930)
- 22 فبراير – نذير نبعة (مواليد 1938) فنان سوري.

### مارس
- 16 مارس – جورج طرابيشي (مواليد 1939) كاتب سوري.

### مايو
- 11 مايو – ماجد الشبل (مواليد 1935)

### أكتوبر
- 12 أكتوبر – نذير إسماعيل (مواليد 1948) فنان تشكيلي سوري.
- 23 أكتوبر – مروان قصاب باشي (مواليد 1934) رسام ونحات وفنان تشكيلي سوري معاصر.

### نوفمبر
- 8 نوفمبر – غسان أحمد عثمان (مواليد 1934)

### ديسمبر
- 11 ديسمبر – صادق جلال العظم (مواليد 1934) فيلسوف سوري.